# Kerncentrale Belojarsk
De kerncentrale Belojarsk (Russisch: Белоярская АЭС (БАЭС), Belojarskaja AES (BAES); officieel: Kerncentrale Belojarsk genaamd I.V. Koertsjatov; Белоярская атомная электростанция им. И. В. Курчатова) is een van de 10 commerciële kerncentrales van Rusland bij de stad Zaretsjny in de oblast Sverdlovsk en was in 1964 de tweede kerncentrale van Rusland. Het is ook de enige kerncentrale van Rusland met meerdere typen kernreactoren. De kerncentrale staat onder het bestuur van Rosenergoatom, onderdeel van het Federaal Agentschap voor Kernenergie.
De bouw van de kerncentrale werd mede gestuurd door Igor Koertsjatov van het Atoomprogramma van de Sovjet-Unie. Hij stierf echter voor de voltooiing en werd daarop geëerd met zijn afbeelding op het hoofdgebouw van de kerncentrale.

## Kernreactoren

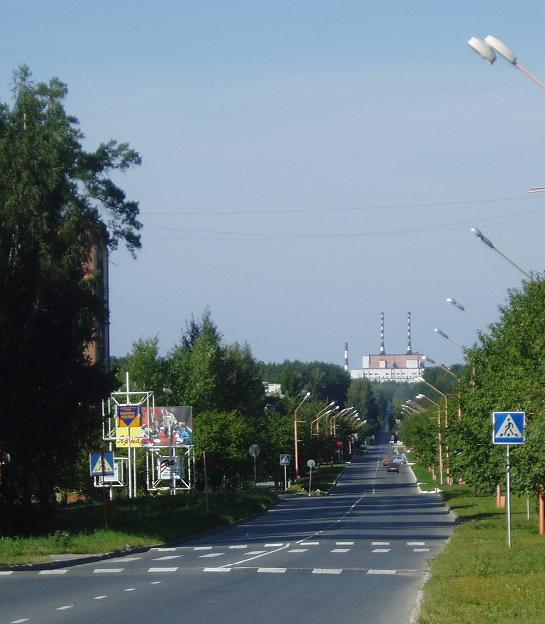
Hoofdstraat van Zaretsjny met de kerncentrale op de achtergrond

Belojarsk was een pilot-kerncentrale waarbij nieuwe ontwerpen werden getest die een van de basis vormden voor de kernenergiesector van de Sovjet-Unie, met name die van de RBMK-1000 reactoren.
In de loop van de tijd werden er drie kernreactoren gebouwd op het terrein van de kerncentrale: Twee AMB-reactoren (AMB-100 en AMB-200; voorlopers van de RBMK grafiet gemodereerde reactoren) en een met een snelle kweekreactor. Alleen de met vloeibaar natrium gekoelde snelle neutronenreactor BN-600 (600 MW) is momenteel in bedrijf. Deze werd opgestart in 1980 en was daarmee de eerste snelle kweekreactor ter wereld. Sinds de sluiting van de Superphénix in Frankrijk (1200 MW) is het ook de grootste snelle kweekreactor ter wereld.
Eerste faseDe eerste fase van de kerncentrale bestond uit de bouw van twee AMB-reactoren: De AMB-100 (100 MW) (Belojarsk-1) werd opgestart in 1964 en afgesloten in 1984 en de AMB-200 (200 MW) (Belojarsk-2) werd opgestart in 1967 en afgesloten in 1987. De beide reactoren worden momenteel ontmanteld. De kernbrandstof van deze reactoren is uit de kernreactor gehaald en voor lange termijn geplaatst in splijtstofbassins die daarvoor gecreëerd zijn binnen het reactorgebouw. Alle technische systemen die niet nodig zijn om de veiligheid te waarborgen zijn uitgeschakeld. De enige systemen die in functie blijven zijn het radiatie-controlesysteem en het ventilatiesysteem dat nodig is om de temperatuur op peil te houden in de splijtstofbassins. Deze systemen worden 24 uur per dag bewaakt.
Tweede faseDe tweede fase van de kerncentrale bestond uit de bouw van de BN-600 reactor (Belojarsk-3), waarmee begonnen werd in 1966 en die op 8 april 1980 in gebruik werd genomen en aangesloten werd op het hoogspanningsnet van de Centrale Oeral; de eerste en grootste snelle neutronenreactor ter wereld. In 1987 werd begonnen met de bouw van de Belojarsk-4; een BN-800-reactor (880 MW). Het werk werd echter gestaakt in 1988 na massale protesten door de bevolking van oblast Sverdlovsk. In 1992 gaf president Boris Jeltsin echter opdracht om de bouw te hervatten. Later werd de bouw opnieuw stilgelegd. In 2006 werd de bouw hervat en de reactor is gereedgekomen in 2015.
In november 2006 werd een voorstel gedaan om voor de toekomstige energievoorziening van de Oeral tot 2030 na het vierde blok een vijfde blok te bouwen; Belojarsk-5 met een BN-1800 reactor (zelfde capaciteit als de gesloten Superphénix in Frankrijk).

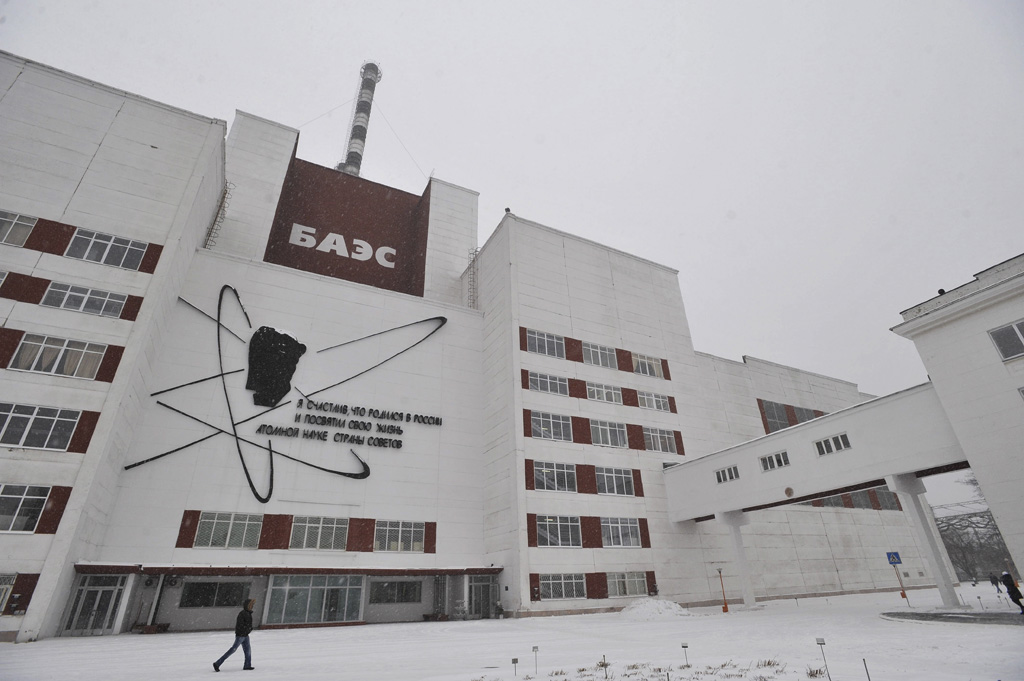
Vooraanzicht hoofdgebouw
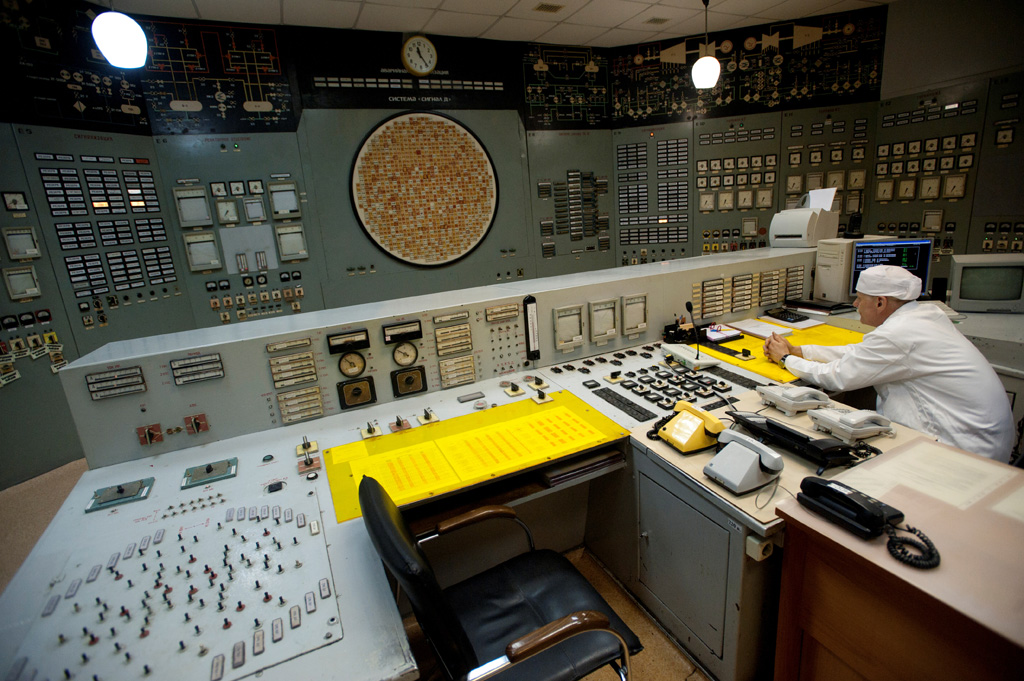
Medewerker achter een controlepaneel
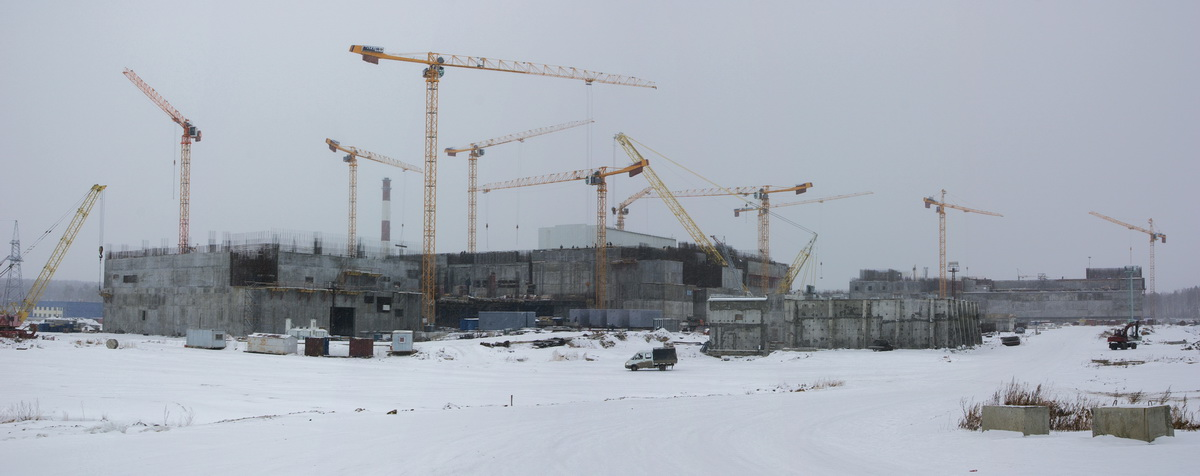
Bouwactiviteiten rond de BN-800 (2010)

## Tijdlijn
- 9 juni 1954 - Het ministerie van elektriciteitscentrales van de Sovjet-Unie geeft opdracht tot de bouw van een thermische energiecentrale op 50 km ten oosten van Jekaterinenburg. De nederzetting die ontstond bij de bouw van de thermo-elektrische energiecentrale werd geplaatst in de categorie arbeidersnederzetting (nederzetting met stedelijk karakter) en werd Zaretsjny genoemd ("boven de rivier"). De nederzetting lag in het district Belojarski van oblast Sverdlovsk.
- augustus 1955 - begin van de bouw door de bouwtak van de Russische Komsomol
- 1957 - besluit tot de bouw van een kerncentrale in het district Belojarski. De technische plannen voor de kerncentrale werden gemaakt op basis van ontwerpen die waren uitgevoerd door Teploelektroproekt (Staatsinstituut voor de planning van elektrische installaties voor warmtetechniek-structuren) in Leningrad, met de hulp van de Staatsuniversiteit van Sint-Petersburg. Het project werd goedgekeurd op 15 juli 1957 door het bestuur van het ministerie van Atoomenergie. De capaciteit van het ontwerp ging uit van 400 MW.
- 1958 - In de rivier de Pysjma wordt een dam gebouwd voor de creatie van het stuwmeer Belojarskoje, voor de voorziening van koelwater voor de reactor.
- Op 14 maart 1961 wordt de gebouwde hydro-elektrische centrale in werking gesteld.
- 1963 - Eerste reactor (Belojarsk-1) voltooid met een capaciteit van 100 MW. Het technisch ontwerp voor de tweede reactor werd gebaseerd op een ontwerp van Oeralteploenergoprojektom uit 1960.
- 1967 - constructie en installatie van de tweede kernreactor voltooid. Op 27 december 1967 wordt deze reactor opgestart.
- Op 8 april 1980 wordt de BN-600 reactor opgestart. In 2010 werd besloten tot het in bedrijf houden van de reactor voor nog eens 10 jaar. In 2025 zou de reactor moeten worden stopgezet.
- 1987 - start van de bouw van de BN-800 reactor.
- 1988 - De bouw van BN-800 werd stopgezet maar hervat in 1992 en vervolgens weer stilgelegd.
- 2006 - De bouw van BN-800 is opnieuw hervat.
- In 2015 is de bouw van de BN-800 reactor voltooid.
- 2016 - BN-800 volledig in bedrijf

## Ondersteunende instellingen
Vanwege de kerncentrale zijn er in Zaretsjny ook een vestiging van NIKIET (de enige buiten Moskou) en een technische hogeschool waar studenten kunnen worden opgeleid voor werk in de kerncentrale.